# Théâtre Kosmos de Vienne
Pour les articles homonymes, voir Kosmos.
Le Théâtre Kosmos de Vienne est un théâtre féministe qui promeut les artistes femmes et la parité dans le monde du théâtre. Il est fondé en 2000. Il est situé sur la Siebensternplatz, dans le Neubau, 7e arrondissement de Vienne.

## Création du théâtre
En 1998, un an après le premier référendum féminin autrichien, des artistes fondent l'association LINK.*, sur une proposition de Barbara Klein. LINK.* a pour objectif, la création d'un centre d'art et de politique dédié aux femmes artistes. Le slogan est « Les femmes ont besoin d’espace ». Le projet est soutenu dans tous les milieux.
Après de nombreuses interventions artistiques, le cinéma porno Rondell désaffecté est occupé pendant dix jours et nuits. Cette occupation prend fin avec l'intervention de la police. Cette occupation a permis de trouver un autre lieu inoccupé, l'ancien cinéma Kosmos dans le 7e district, le quartier de Neubau. Barbara Klein et Brigitte Aloise Roth font partie des fondatrices. Le 15 mai 2000, le kosmos.frauenraum ouvre ses portes. En 2002, il prend le nom de Kosmos Theater. Le théâtre contemporain trouve désormais place au même titre que les spectacles, la danse, la musique, les arts visuels, la comédie, le cabaret et le clown.

## Le théâtre

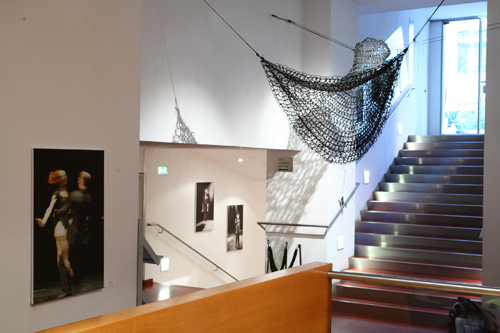
Foyer du Kosmos avec l’œuvre de Brigitte Aloise Roth

Le théâtre fait une une superficie totale de 850 m². Il dispose d'une salle de théâtre modulable de 200 m² et d'un bar.
Le théâtre produit ses propres spectacles ou en collaboration avec des collectifs de la scène indépendante viennoise. Il accueille également des spectacles de danse, d'arts visuels et des concerts de musique.
En 2018, Muttersprache Mameloschn de Sasha Marianna Salzmann, mise en scène par Sara Ostertag, produit par le théâtre Kosmos et le collectif viennois makemake productions reçoit le Nestroy Theater Prize.
En 2021, la coproduction NAME HER. A Search for Women+ est invitée au Theatertreffen de Berlin comme l'une des 10 productions les plus remarquables.
En 2010, pour les 10 ans de théâtre, un colloque intitulé Le théâtre et le genre réunit politiques et artiste sur la question de la résistance à l'égalité dans l'art.
Barbara Klein l'une des fondatrices, est directrice artistique et financière jusqu'en mars 2018. Veronika Steinböck prend la relève pour la partie artistique.
Le Théâtre Kosmos est un théâtre privé, géré par Link* . La ville et le gouvernement fédéral subventionnent en partie le théâtre.